# Caliscelis bonellii
Caliscelis bonellii är en insektsart som först beskrevs av Pierre André Latreille 1807.  Caliscelis bonellii ingår i släktet Caliscelis och familjen Caliscelidae. Inga underarter finns listade i Catalogue of Life.